# Політична унія
Політи́чна у́нія (від піздньолат. unio "єднання") — тип політичного утворення, який складається з менших держав або створюється з них, або процес, який цього досягає. Ці менші державні утворення зазвичай називаються федеративними штатами та федеральними територіями у федеральному уряді; і префектури, регіони або провінції у випадку централізованого уряду. Ця форма правління може бути створена шляхом добровільної та взаємної цесії, і її членів та прихильників називають уніоністами. В інших випадках вона може виникнути внаслідок політичного об’єднання, яке характеризується примусом і завоюванням. Об'єднання окремих держав, які в минулому разом становили єдине ціле, відоме як возз'єднання. На відміну від персональної чи реальної унії, окремі суб’єкти можуть передати повноваження, але підпорядковуються центральному уряду або координуються в певній організації. У федералізованій системі суб’єкти зазвичай мають внутрішню автономію, наприклад, у створенні поліцейських відділів, і ділять повноваження з федеральним урядом, за яким зазвичай зарезервовані зовнішній суверенітет, збройні сили та міжнародні відносини. Унія визнається на міжнародному публічному праві як єдине політичне утворення. Політичну унію можна також назвати законода́вчою у́нією або держа́вною у́нією. Унія може бути здійснена у багатьох формах, загалом класифікованих як:
- Установча унія
- Установча анексія
- Федеральна унія
- Федеральна анексія
- Змішані унії

## Установча унія
В установчій унії утворюється нова держава, колишні держави повністю розчиняються в новій державі (хоча деякі аспекти можуть бути збережені).
Установчі унії існували протягом більшої частини історії, наприклад, коли:
- Люблінська унія між Великим князівством Литовським і Королівством Польським призвела до створення Речі Посполитої, виборної монархії, де польська шляхта обирала монарха;
- Акт про унію 1707 року між Королівством Шотландія та Королівством Англія створили Королівство Великої Британії;
- У 1783 році кожна з тринадцяти колоній підписала Статті Конфедерації, що об’єднало їх у Сполучені Штати Америки;[3]
- У 1910 колонії Мис Доброї Надії, Натал, Колонія Оранжевої Річки і Трансвааль були включені до Південно-Африканського союзу;
- Після Реконкісти та династичного союзу між Ізабеллою Кастильською та Фердинандом Арагонським, Іспанська імперія почала процес консолідації Корон Кастилії, Арагону та Наварри в унітарне Королівство Іспанія, хоча процес не був завершений до 1716 року (Арагон) і 1833 (Наварра);
- Акт про унію 1800 року об’єднав Ірландське королівство та Королівство Великої Британії у Сполучене Королівство;
- У 1990 році Народна Демократична Республіка Ємен об'єдналася з Єменською Арабською Республікою (Північний Ємен) і утворила Республіку Ємен.

## Установча анексія
Під час установчої анексії держава чи адміністративно-териториторільні одиниці об’єднуються та припиняють своє існування в існуючій державі, юридичне існування якої продовжується.
Анексія може бути добровільною або, частіше, шляхом завоювання.
Установча анексія відбувалася в різні моменти історії, наприклад, коли:
- У 1535 і 1542 роках, відповідно до двох законів Уельсу, Королівство Англія офіційно анексувало Королівство Уельс;
- У 1822 році Республіка Іспанська Гаїті[en] була анексована Республікою Гаїті;
- Королівство Пруссія використовувало анексію для об’єднання багатьох німецьких князів під час Другої Шлезвізької війни, Австро-прусської війни та Франко-прусської війни;
- Королівство Сардинія анексувало багато герцогств і міст-держав в Італії в період об’єднання Італії;
- У 1918 році під час Подгорицької скупщини Королівство Сербія анексувало Королівство Чорногорія;
- Китайська Народна Республіка анексувала Тибет (1951), Східний Туркестан (Сіньцзян) (1949), Гонконг (1997) і Макао (1999).

## Федеральна анексія
Федеральна анексія відбувається, коли унітарна держава стає федеративною одиницею існуючої федеральної держави, причому анексована держава продовжує своє юридичне існування. Таким чином, анексована держава перестає бути державою в міжнародному праві, але зберігає своє юридичне існування у внутрішньому праві, допоміжному щодо федеральної влади.
Відомі історичні федеральні анексії включають:
- Анексії Сполученими Штатами Америки та подальше надання статусу штату Вермонтській республіці (1791), Техаській республіці (1846) і Каліфорнійській республіці (1848);
- Прийняття Женеви до Швейцарської Конфедерації в 1815 р.;
- Анексії Канадою Британської Колумбії в 1871 році, острова Принца Едуарда в 1873 році та домініону Ньюфаундленд в 1949 році;
- Анексія Еритреї Етіопією з 1951 по 1993 рік (Федерація Ефіопії та Еритреї);
- Анексія Західною Німеччиною землі Саар у 1957 році.

## Змішані унії
Об’єднання Італії передбачало суміш уній. Королівство об'єдналося навколо Сардинського королівства, з яким кілька держав добровільно об'єдналися в Королівство Італія. Інші політії, такі як Королівство Обох Сицилій і Папська область, були завойовані й анексовані. Формально унія на кожній території була санкціонована народним референдумом, де людей запитували, чи згодні вони мати своїм новим правителем Віктора Емануїла II та його законних спадкоємців.
Об’єднання Німеччини почалося серйозно, коли Королівство Пруссія анексувало численні дрібні держави в 1866 році.

## Наднаціональні та континентальні унії
Окрім регіональних рухів, у другій половині XX століття, вперше в Європейській Унії, почали з’являтися наднаціональні та континентальні унії, які сприяють прогресивній інтеграції між своїми членами. Інші приклади таких союзів включають АСЕАН (Асоціація держав Південно-Східної Азії), форум Азійсько-Тихоокеанського економічного співробітництва та Форум тихоокеанських островів.